# Az Internet-galaxis
Az Internet-galaxis. Gondolatok az internetről, üzletről és társadalomról Manuel Castells (szociológiaprofesszor, valamint a város és a területfejlesztés professzora a kaliforniai egyetemen) könyve. 2001-ben jelent meg az Oxford University Press kiadónál. A cím utalás Marshall McLuhan 1962-ben megjelent könyvére, A Gutenberg-galaxisra.

## Áttekintés
A könyv 9 fejezetet tartalmaz. Castells az internet történetével indít, melynek fókuszában az internet evolúciójának hatása áll a társadalomra nézve. Kiemeli az internet fejlődésének 1962-től 1995-ig tartó szakaszát, az ARPANET-től a WWW-ig.
Castells úgy hiszi, hogy „Az internet erejének a legfőbb forrás felépítésének nyitottságában rejlik”. Azt is megállapította, hogy az ’ Internetes Kultúra’ az alábbi négy kultúrából tevődik össze, ezek: ’a techno – meritokratikus kultúra’, a ’hacker kultúra’, a ’virtuális kommunikációs kultúra’ és a ’vállalkozói kultúra’.
Ezt követően Castells az internet üzleti és gazdasági területeken betöltött létfontosságú helyzetét elemzi illetőleg a virtuális kommunikáció hatásaira hivatkozik, melynek alapja a valóságban zajló internetes kommunikáció. Ami az internet politikáját illeti, Castells rámutat arra, hogy a ’szociális mozgalmak’ és a ’politikai folyamatok’ az internetet úgy használják, mint egy új kommunikációs médiumot a ’cselekvésre’ és ’informálásra’. Van egyfajta vitás kérdés a ’Magánélet és a Szabadság között a Cybertérben’ mely összefügg az internet politikával és amelyet szintén említ a könyvben.
Az utolsó három fejezetben Castells az internetet a multimédia, a földrajz és a digitális szakadék globális perspektívájából vizsgálja. Végül a hálózati társadalom olyan kihívásairól beszél mint például az internet szabadsága.

## Bevezetés: A hálózat maga az üzenet
Az előszó vagy bevezetőként használt szöveg „A hálózat maga az üzenet” címet kapta. Ez Marshall McLuhan híres szlogenjének „A médium maga az üzenet”–nek az utánzása. A médium hálózattal való helyettesítésével Castells megerősítette McLuhan üzenetét, hogy -ebben az esetben – a hálózat az ami a fontos és nem a tartalom. A bevezető egyfajta felkérés arra, hogy a könyv segítségével fedezzük fel a hálózat jelentését. A hálózat szó önmagában való értelmezése félrevezető: infrastruktúra vagy társadalom? Mindkét értelmezés szerepel a könyvben. Mivel Castells foglalkozását tekintve szociológus így elvárható hogy a fókuszában a hálózat mint társadalom áll.

## Leckék az internet történelméből
Castells úgy használja a „libertariánus” jelzőt, hogy azokat az embereket jellemezze vele, akik részt vettek az internet létrehozásában a ’nagy tudomány’ és a ’katonai kutatás’ útján. Az internet története változatos és jól dokumentált. Jelentős mértékben felhasználta John Naughton írását, A jövő rövid történetét. Végezetül Castells számára az internet egy kulturális alkotás.

## Az internet kultúrája
Fontos megértenünk, hogy Castells hogyan használja és mit ért a Hálózat szó alatt. A hálózat szót ő gyakran a közösség jelentésében használja. Tehát mikor a virtuális hálózatokról beszél, akkor nem (vagy nem feltétlenül) a technológiai értelemben vett virtuális hálózatokról beszél, hanem a közösségi értelemben vett emberek hálózatáról.

## Az internet politikája I: Számítógép hálózatok, Civil társadalom és az Állam

### Hálózati társadalmi mozgalmak
Castells bemutatja, hogy az internetet hogyan használták az emberek mozgósítására hogy különböző például politikai, vallási vagy egyéb közösségi törekvéseket támogassanak, például:
- a Zapatista mozgalom Chiapasban, Mexikóban
- a Falun Gong mozgalom, vezetője Li Hongzhi New Yorkban
- a Közvetlen Akció Hálózat Seattleben.

## Az internet politikája II: Magánélet és szabadság a cybertérben
Ez a könyv azon fejezete, melyet a 9/11-előtti világ kontextusában kell elolvasni.

### A magánélet vége
Castells néhány olyan hivatalos kormányzati programot említ, mint:
- az Echelon program
- az FBI Carnivare (húsevő) programja
- az FBI Digitális Vihar programja

## e-Linkek
A könyv egyik jelentős sajátossága, hogy minden egyes fejezet végén egy e-Link gyűjteményt tartalmaz. Minden e-Linket URL formában adta meg, melyeket néhány soros tartalom leírás követ. Például a 6. fejezet „Az internet politikája II: Magánélet és szabadság a cybertérben” végén az alábbi 4 e-Link kollekció van megadva:
- cnetdownload.com
- junkbusters.com
- silentsurf.com
- anonymizer.com

Ezen linkekhez a rövid megjegyzés pedig a következő: „Azon weblapok, melyek technológiai forrásokat biztosítanak a magánszféra megőrzésére.”
Egyetlen nagyobb hibája az e-Link gyűjteménynek, hogy egyikhez sem biztosította az utolsó hozzáférés időpontját.

## Magyarul
- Az Internet-galaxis. Gondolatok az internetről, üzletről és társadalomról; ford. Komáromyné Várady Ágnes; Network TwentyOne, Bp., 2002 ISBN 9639333115

## Fordítás
- Ez a szócikk részben vagy egészben a The Internet Galaxy című angol Wikipédia-szócikk ezen változatának fordításán alapul.  Az eredeti cikk szerkesztőit annak laptörténete sorolja fel. Ez a jelzés csupán a megfogalmazás eredetét és a szerzői jogokat jelzi, nem szolgál a cikkben szereplő információk forrásmegjelöléseként.